# Clusia sipapoana
Clusia sipapoana là một loài thực vật có hoa trong họ Bứa. Loài này được (Maguire) Pipoly mô tả khoa học đầu tiên năm 1998.